# Videoscultura
La Videoscultura è una delle forme espressive della Videoarte prodotta negli anni '80, e che assume come dato di partenza il monitor come oggetto. Il tubo catodico e la sua carrozzeria esaminati nelle loro funzioni e nel loro funzionamento vengono modificati dall'artista con un progetto, al fine di fargli assumere un aspetto e un senso diversi e imprevedibili.

Alcune mostre importanti di Videoscultura furono realizzate in Germania alla fine degli anni '80 a Colonia a Berlino e a Zurigo, che cercarono di riassumere gli esiti di questo tipo di ricerca.

Nella storia dell'arte, la videoscultura segna un capitolo particolare. Rispetto alla pittura, che distribuisce le luci e le ombre a propria discrezione attraverso l'utilizzo del colore, la scultura fa maggiormente i conti con la luce naturale: le superfici levigate sono più luminose, gli incavi, le superfici scabrose, le trapanature creano l'ombra. Nel caso della videoscultura, «non si modella più la struttura in funzione della luce ma si modula la luce in funzione della struttura. Ovvero, non è più la forma dell'opera a stabilire e mediare con la luce il suo aspetto finale ma è la luce sprigionata per conto proprio a configurare l'epifania dell'opera» (Alessandro Paolo Lombardo). Con la comparsa sul mercato dei videoproiettori la videoscultura ha cambiato i propri ingredienti, e non dovendo necessariamente elaborare la forma o la funzione del monitor ha potuto assumere uno statuto ancora più libero, confrontandosi maggiormente con lo spazio espositivo e avvicinandosi sensibilmente alla videoinstallazione fino a confondersi con essa. 
 
Oggi (2011) le videosculture più note al pubblico sono le opere dell'artista americano Tony Oursler, che espone in grandi rassegne internazionali e nei principali musei d'arte contemporanea.